# Hárbarðsljóð
Hárbarðsljóð (Les dites d'Hárbarðr) és un dels poemes de l'Edda poètica trobat en els manuscrits del Codex Regius AM 748 I 4to.
En una interpretació convencional del poema, els déus Odin i Thor competeixen entre ells. Odin, disfressat d'Hárbarðr, és mal educat amb Thor, que està retornant a Asgard després d'un viatge a Jötunheimr, la terra dels gegants.

### Traduccions en anglès
- Harbarthsljoth. Traducció i comentaris per Henry A. Bellows.
- Harbarðslióð Arxivat 2008-05-09 a Wayback Machine.. Traducció per Benjamin Thorpe.
- Hárbarzljóð. Traducció per W. H. Auden i P. B. Taylor.
- Hárbarzljóð. Traducció per Lee M. Hollander.
- The Song of Harbard Arxivat 2008-04-21 a Wayback Machine.. Traducció per A. S. Cottle.

### Edicions ennòrdic antic
- Hárbarðsljóð. Edició del manuscrit de Sophus Bugge.